# Polycarpaea billei
Polycarpaea billei är en nejlikväxtart som beskrevs av Jean Paul Antoine Lebrun. Polycarpaea billei ingår i släktet Polycarpaea och familjen nejlikväxter. Inga underarter finns listade i Catalogue of Life.